# Anthrax sticticus
Anthrax sticticus är en tvåvingeart som beskrevs av Johann Christoph Friedrich Klug 1832. Anthrax sticticus ingår i släktet Anthrax och familjen svävflugor. Inga underarter finns listade i Catalogue of Life.